# Jessie (Joshua Kadison)
Jessie is een nummer van de Amerikaanse zanger Joshua Kadison. Het nummer is afkomstig van zijn debuutalbum album Painted desert serenade uit 1993. In april dat jaar werd het nummer eerst in de VS en Canada op single uitgevracht. Op 14 februari 1994 volgden Europa, Australië en Nieuw-Zeeland.

## Achtergrond
Het nummer gaat over de relatie tussen een wispelturige dame genaamd Jessie, de protagonist (de ik-figuur in de tekst) en diens kat Moses. Aangezien Kadison destijds een verhouding had met actrice Sarah Jessica Parker, gaat het gerucht dat het nummer mede over haar gaat. In de videoclip komt ze echter niet voor.

## Muziek
De single bevatte:
- Jessie (singleversie)
- Jessie (albumversie)
- When a woman cries
- All I ever ask

## Bezetting
De single werd geproduceerd door het illustere trio Peter Van Hooke (Mike and the Mechanics, Van Morrison) en Rod Argent (symfonische rock en The Zombies jaren 60 en 70); ze produceerden ook Tanita Tikaram. Ze speelden zelf ook mee:
- Joshua Kadison – zang
- Mark Cresswell – gitaar
- Rod Argent – toetsinstrumenten
- Peter Van Hooke – slagwerk, percussie
- Frank Ricotti, Martin Dictham – percussie, congas

## Hitnoteringen

### Nederlandse Top 40
| Hitnotering: week 13/1994 t/m week 29/1994 | Hitnotering: week 13/1994 t/m week 29/1994 | Hitnotering: week 13/1994 t/m week 29/1994 | Hitnotering: week 13/1994 t/m week 29/1994 | Hitnotering: week 13/1994 t/m week 29/1994 | Hitnotering: week 13/1994 t/m week 29/1994 | Hitnotering: week 13/1994 t/m week 29/1994 | Hitnotering: week 13/1994 t/m week 29/1994 | Hitnotering: week 13/1994 t/m week 29/1994 | Hitnotering: week 13/1994 t/m week 29/1994 | Hitnotering: week 13/1994 t/m week 29/1994 | Hitnotering: week 13/1994 t/m week 29/1994 | Hitnotering: week 13/1994 t/m week 29/1994 | Hitnotering: week 13/1994 t/m week 29/1994 | Hitnotering: week 13/1994 t/m week 29/1994 | Hitnotering: week 13/1994 t/m week 29/1994 | Hitnotering: week 13/1994 t/m week 29/1994 | Hitnotering: week 13/1994 t/m week 29/1994 | Hitnotering: week 13/1994 t/m week 29/1994 |
| Week:                                      | 1                                          | 2                                          | 3                                          | 4                                          | 5                                          | 6                                          | 7                                          | 8                                          | 9                                          | 10                                         | 11                                         | 12                                         | 13                                         | 14                                         | 15                                         | 16                                         | 17                                         |                                            |
| ------------------------------------------ | ------------------------------------------ | ------------------------------------------ | ------------------------------------------ | ------------------------------------------ | ------------------------------------------ | ------------------------------------------ | ------------------------------------------ | ------------------------------------------ | ------------------------------------------ | ------------------------------------------ | ------------------------------------------ | ------------------------------------------ | ------------------------------------------ | ------------------------------------------ | ------------------------------------------ | ------------------------------------------ | ------------------------------------------ | ------------------------------------------ |
| Positie:                                   | 35                                         | 29                                         | 27                                         | 23                                         | 17                                         | 13                                         | 11                                         | 10                                         | 8                                          | 6                                          | 6                                          | 15                                         | 18                                         | 18                                         | 20                                         | 25                                         | 36                                         | uit                                        |

### Mega Top 50
| Positie: | 45 | 38 | 26 | 22 | 16 | 12 | 10 | 10 | 10 | 12 | 15 | 19 | 15 | 14 | 13 | 15 | 21 | 21 | 29 | 49 | uit |

### NPO Radio 2 Top 2000
| Nummer met noteringen in de NPO Radio 2 Top 2000 | '99 | '00 | '01  | '02  | '03 | '04  | '05  | '06  | '07  | '08  | '09 | '10  | '11  | '12  | '13  | '14  | '15  |
| ------------------------------------------------ | --- | --- | ---- | ---- | --- | ---- | ---- | ---- | ---- | ---- | --- | ---- | ---- | ---- | ---- | ---- | ---- |
| Jessie                                           | 663 | 796 | 1266 | 1222 | 752 | 1247 | 1355 | 1605 | 1557 | 1327 | -   | 1999 | 1660 | 1635 | 1662 | 1901 | 1930 |

1. ↑  Een '-' betekent dat het nummer niet was genoteerd en een vetgedrukt getal geeft de hoogste notering aan.
2. ↑  Deze tabel is bijgewerkt tot en met de laatste editie (2024).